# Santiago de Anaya
Santiago de Anaya là một đô thị thuộc bang Hidalgo, México. Năm 2005, dân số của đô thị này là 14066 người.